# Nikita Kurbanow
Nikita Aleksandrowicz Kurbanow (ros. Никита Александрович Курбанов; ur. 5 października 1986 w Moskwie) – rosyjski koszykarz, występujący na pozycjach niskiego lub silnego skrzydłowego, reprezentant kraju, obecnie zawodnik CSKA Moskwa.

## Osiągnięcia
Stan na 17 lutego 2020, na podstawie, o ile nie zaznaczono inaczej.

### Drużynowe
- Mistrz:
  - Euroligi (2006, 2016, 2019[4])
  - VTB (2010, 2012, 2016–2019)
  - Rosji (2005–2007, 2010–2012)
- Zdobywca pucharu Rosji (2005–2007, 2010, 2014)

### Indywidualne
- MVP final four VTB (2019)
- Obrońca roku ligi VTB (2017)
- Laureat Złotych Koszy ligi rosyjskiej w kategorii - Najlepszy młody rosyjski zawodnik (2006)
- Uczestnik meczu gwiazd ligi:
  - rosyjskiej (2007)
  - VTB (2018[5], 2019[6], 2020[7])

### Reprezentacja
Seniorów
- Uczestnik mistrzostw Europy (2009 – 7. miejsce, 2015 – 17. miejsce, 2017 – 4. miejsce)

Młodzieżowe
- Mistrz Europy U–20 (2005)
- Uczestnik:
  - uniwersjady (2007)
  - mistrzostw Europy U–18 (2004 – 6. miejsce)
- MVP mistrzostw Europy U–20 (2005)
- Zaliczony do I składu mistrzostw Europy:
  - U–20 (2005)
  - U–18 (2004)
- Lider strzelców mistrzostw Europy U–18 (2004)